# Székelyderzs község
Székelyderzs község (románul: Comuna Dârjiu) község Hargita megyében, Romániában. Központja Székelyderzs, hozzá tartozik Székelymuzsna.

## Népessége
A 2011-es népszámlálás adatai alapján a község népessége 1036 fő volt.